# Kyzył-Tajga
Kyzył-Tajga (ros.: Кызыл-Тайга; dosł. z tuwińskiego: „czerwona góra pokryta lasem”) – szczyt w azjatyckiej części Rosji, w Republice Tuwy, najwyższy w Sajanie Zachodnim. Wznosi się na wysokość 3121 m n.p.m. Szczyt zbudowany jest z przeobrażonych piaskowców, aleurytów i zlepieńców. Występują ślady zlodowacenia, m.in. cyrki i doliny U-kształtne. W wyższych partiach znajdują się osuwiska skalne. Zbocza porośnięte są tundrą wysokogórską z przewagą mchów i porostów.
W Tuwie Kyzył-Tajga uważana jest za świętą górę.